# 郑林庆
郑林庆（1917年—2012年），男，广东香山（今中山）人，生于朝鲜仁川，中国摩擦学家，曾任清华大学教授、博士生导师。